# Toma od Villanove
Toma od Villanove (Fuenllana, 1488. – Valencia, 8. rujna 1555.), španjolski nadbiskup, augustinac i svetac.

## Životopis
Rodio se 1488. godine u Fuenllani u Španjolskoj u obitelji mlinara. Sa 17 godina mu umre otac ostavljajući mu kuću i novac. Toma je novac podijelio siromasima, a kuću pretvorio u bolnicu. Nakon toga odlazi na sveučilište i upisuje teologiju. Pridružuje se augustincima te je za svećenika zaređen 1518.
1544. godine postaje nadbiskup u Valenciji. Posebno su bile značajne njegove propovijedi te se uvrštava među najbolje propovjednike Španjolske onoga vremena. Umro je na blagdan Male Gospe 1555. godine. Blaženim ga je proglasio 1618. papa Pavao V., a svetim 1658. papa Aleksandar VII., posvetivši mu župu u Castelgandolfu. Spomendan mu se obilježava 22. rujna. U ikonografiji ga se prikazuje kako dijeli milostinju siromasima.
Po njemu je nazvano Sveučilište Villanova, na kojem je studirao i papa Lav XIV.